# Чарнія
Чарнія (Charnia, від назви височини Чарнвуд-Форест у Великій Британії) — рід організмів едіакарського періоду неясної класифікації. Відомі за відбитками довгастої форми із зигзагоподібно розташованими сегментами. Рід представлений двома видами — Charnia masoni (виявлена у Великій Британії Роджером Мейсоном, нині зберігається в міському музеї м. Лестер) і Charnia wardi (виявлена в Ньюфаундленді).
Виявлення відбитків чарнії було важливим кроком у палеонтології, оскільки до 1970-х років вважали, що в протерозої взагалі не було великих живих організмів, а лише мікроорганізми (виявлені в 1930-х роках у Намібії і в 1940-х роках в Австралії подібні відбитки помилково вважали до кембрійськими).

## СинонімиCharnia masoni
- Charnia sibirica
- Rangea sibirica
- Rangea grandis
- Glaessnerina sibirica
- Glaessnerina grandis

## Зображення чарнії
- https://web.archive.org/web/20081226062110/http://geol.queensu.ca/museum/exhibits/ediac/drook/carolyn.html — Charnia masoni
- https://web.archive.org/web/20081226062718/http://geol.queensu.ca/museum/exhibits/ediac/drook/calvert.html — Charnia wardi
- https://web.archive.org/web/20070914194954/http://www.toyen.uio.no/palmus/galleri/montre/english/x494.htm Нарис про відкриття Charnia masoni
- https://web.archive.org/web/20070510112737/http://www.charnia.org.uk/newsletter/brit_assoc_2002.htm

| кімберелла | Це незавершена стаття про едіакарську біоту. Ви можете допомогти проєкту, виправивши або дописавши її. |